# Літки (Броварський район)
Лі́тки (у давнину Літковичі, Великі Літковичі, Великі Літки) — село (з 17 століття до 1923 року — містечко) на Придесенні. Входить до складу Зазимської сільської територіальної громади Броварського району Київської області. Батьківщина видатного українського архітектора Івана Григоровича-Барського.

## Історія

### Найдавніші часи
Перша згадка — під 1426 роком. За деякими даними Літки (Літковичі) разом із сусіднім Зазимов'єм (нині — Зазим'я) засновано у 1128 році удільним остерським (городець-остерським) князем Всеволодом Давидовичем Городецьким — зятем великого князя Володимира Мономаха (чоловіком доньки останнього Агаф'ї).

#### Походження географічних назв
Ймовірно, що назва села вказує на розташування тут літньої князівської резиденції. За іншою версією, вона походить від «літування» — літнього випасу худоби. Можливим також є походження від родового імені (прізвища) Літкович, яке досі зустрічається на Волині.
Існує гіпотеза про переселення до Літок мешканців Любеча, про що може свідчити назва місцевої річки Любич — протоки Десни. Цікавою є назва місцевості Дарниця, що також може мати домонгольське походження і вказувати (як і київська Дарниця) на місце збору «дарів» — податків.

### Середні віки
Перша письмова згадка про Літки — як володіння князя Дмитра Сокири, надане йому, як державцю Остра, литовським князем Вітовтом — належить до 1426 року.
Середньовічна історія Літок (в різних джерелах — Літковичі, Великі Літки, Літківці, «маленький Остер») була тісно пов'язана з Остром і Остерським князівством/староством. Тут жили українські бояри та польська шляхта. За даними ревізії староств 1622 року 14 літківських боярських дворів служили остерському старості на 14 конях, тобто поставляли по коневі від двору.
Через нестачу придатної для сільськогосподарського виробництва землі вже у середньовіччі в Літках домінували ремесла та торгівля. З 17 століття Літки мали статус містечка. Після переходу під владу Видубицького монастиря у містечку створене цехове братство, функціонувала мануфактура — велика монастирська гута. Давні традиції мало літківське чумацтво.

#### Літківське Братство

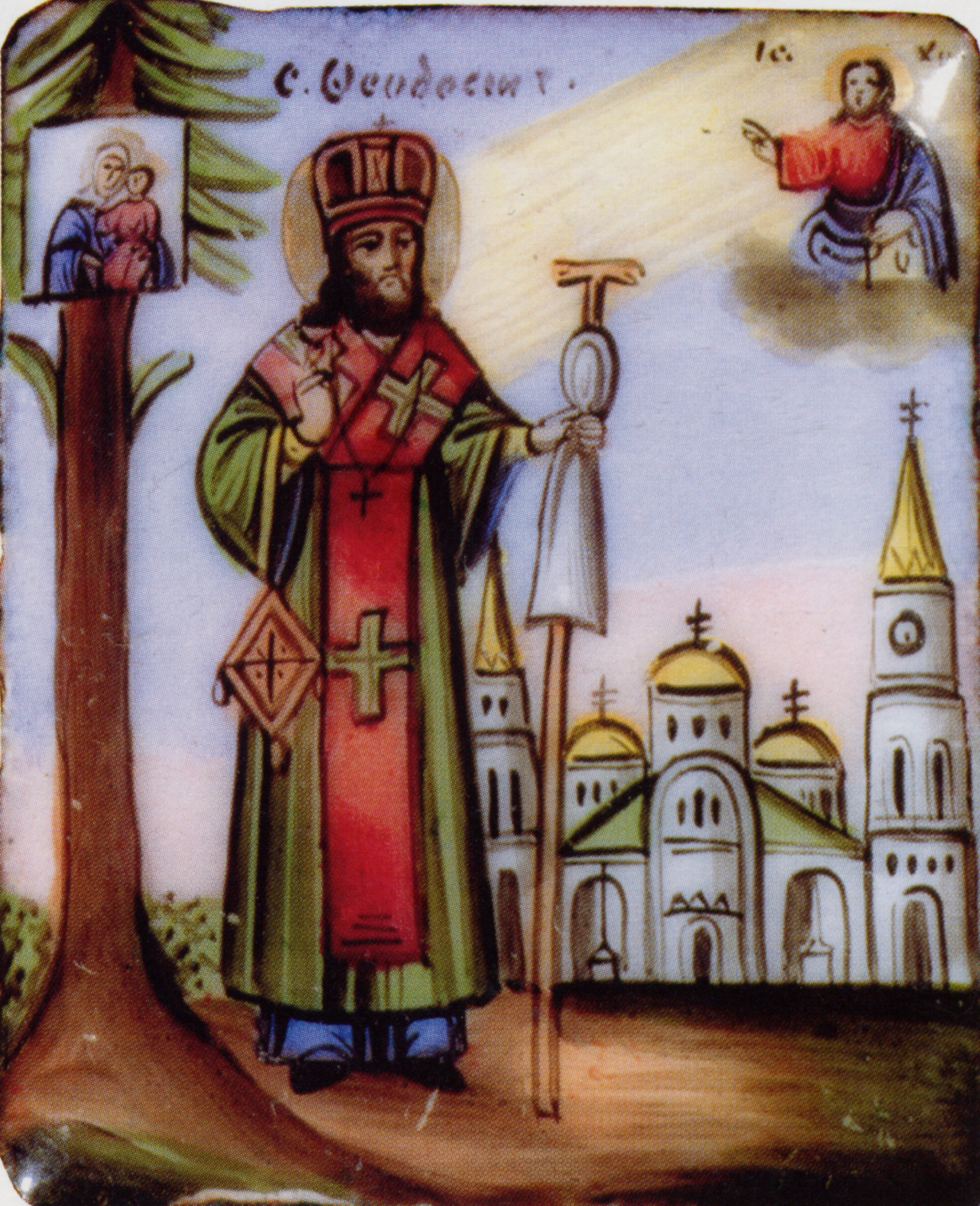
Святий Феодосій Углицький

Братство і об'єднаний ковальсько-бондарсько-римарський цех утворені при літківській церкві Святого Миколая грамотою Феодосія Углицького (на той час ігумена Видубицького монастиря, шанованого у Православ'ї святого) від 10 лютого 1687 року.

#### Літківське Євангеліє
При церкві Св. Миколи Чудотворця (а пізніше — Покровській) зберігалося знамените Літківське Євангеліє (близько 1595 року), одне з чотирьох відомих волинських рукописних Євангелій 16 століття (три інші — Пересопницьке, Волинське та Хорошівське), повністю або частково написаних староукраїнською мовою. У 18 столітті Літківське Євангеліє зникло, хоча існують версії, що воно сховане місцевими мешканцями.

### 18-19 століття

#### Літківські ярмарки
У 18-19 століттях у Літках було три традиційних ярмарки (започатковані, мабуть, значно раніше): Миколаївський весняний (9 травня), Покровський (1 жовтня) і Миколаївський зимовий (6 грудня).

#### Літківська волость
Містечко (мінімум до 1854 року) було центром однойменної волості.

### 20 століття

#### Літківське кредитове товариство
Кооперативна організація, заснована у 1907 році Трохимом Королем

#### Літківський бій
У Літках знаходиться братська могила бійців армії Української Народної Республіки, що в січні 1919 року обороняли підступи до Києва від більшовицької армії.

#### Літківська республіка
У 1920 році містечко брало участь у повстанні проти регулярних частин Червоної армії. Повстання очолив легендарний літківець Трохим Король. Було проголошено Літківську республіку. Повстання жорстоко придушили, понад 100 повстанців розстріляно. Пізніше багато його учасників репресували.
|  | Махно мав свою армію, Зелений мав свої загони, Григор'єв мав свої збройні сили, але ми через те не мали повноцінної армії УНР… була Гуляйпільська республіка, була Медвинська республіка, була Літківська республіка, але ми не одержали незалежної Української Народної Республіки. |

#### Довоєнний період
З початку 20-х років Літки втратили статус містечка і далі згадуються як село. У 1929 році створено перший колгосп, куди літківці, які ніколи не знали кріпацтва, вступали без особливого ентузіазму.

#### Голодомору Літках
Багато літківців померло під час Голодомору (точна статистика невідома). Досі частина центрального кладовища (всього їх у Літках чотири) носить назву «Тридцять третій».

#### Друга світова війна
Під час німецької окупації 2/3 села було спалено. Відбувалися страти місцевого населення, зокрема 7 осіб повішено, 10 — спалено, 12 — розстріляно. Від початку 1942 року масового характеру набрала примусова депортація працездатних людей до Німеччини.
В контексті подій війни Літки згадуються у романі Павла Загребельного «Диво»:
| Але сьогодні, після всіх учорашніх подій, після нічної розмови з батьком, після того як він, власне, виклав синові свій науковий заповіт, передав йому все недокінчене, так ніби мав іти на шибеницю, Борис відчув таку безнадію в серці, такий розпач, так щось ридало в ньому, підступаючи до самого горла, що не втерпів він і знову вирішив просити тітку з Літок бодай вивести їх з батьком із Києва, сховати десь у селі, чи в лісі, чи в чорта в зубах, аби тільки не лишатися більше в Києві, у цьому великому мертвому місті,' де людина відчуває себе, мов у тісній пастці, з якої є один вихід, та й той — на смерть. Якраз на той день кума з Літок не прибилася до них. Чи то сніг став на заваді, чи не пропустили її на заставах, якими заткнуто було всі виїзди з Києва, бо військовий комендант міста видав наказ про заборону під страхом смертної кари віддавати, приймати, продавати, купувати або міняти м'ясо, молоко, масло; всіх, хто намагався провезти до Києва (вивозити ніхто не пробував, бо нічого було вивозити) будь-які продукти, затримувано, у одних просто відбирали все й турили їх у шию, інших кидали за дріт Дарницького концтабору, ще інших просто розстрілювали; кума з Літок прикривалася аусвайсом, виданим їй самим штурмбанфюрером Шнурре, — штурбанфюрер любив свіженьке молочко, іноді за кумою до Літок посилали навіть машину, але сьогодні не було ні молока, ні куми, штурмбанфюрер, може, й переживе цей день без молока, а от Борисові тітка з Літок знадобилася б аж он як, та вдіяти нічого не міг, тільки закинув здалеку бабі Галі про свій клопіт, але вона відбулася зітханнячком, — на тому й кінець.[7] |
На літківському пам'ятнику загиблим в роки війни викарбувано 597 імен і прізвищ.
4 жовтня 1943 р. в районі Літок почалася переправа через Десну танків 5 гвардійського танкового корпусу генерала Андрія Кравченка — вперше в світі по дну ріки.

#### Післявоєнні часи
Після приходу Червоної армії налагоджується мирне життя:
|  | У Літках відновили свою роботу артілі кравців, ткачів, лозоплетів, рибалок та артіль по випуску цвяхів .... (а також) артіль художньої вишивки. |

У післявоєнні часи радгосп «Літківський» прославився на весь Радянський Союз як тричі «мільйонер».

### Сучасність
Нині Літки - частина Броварського району Київської області.

## Населення

### Мова
Розподіл населення за рідною мовою за даними перепису 2001 року:
| Мова            | Кількість | Відсоток |
| --------------- | --------- | -------- |
| українська      | 2391      | 95.68%   |
| російська       | 99        | 3.96%    |
| вірменська      | 3         | 0.12%    |
| білоруська      | 2         | 0.08%    |
| інші/не вказали | 4         | 0.16%    |
| Усього          | 2499      | 100%     |

## Визначні місця

### Літківські храми
- Церква Св. Миколая Чудотворця — ймовірно XVII століття і дерев'яна. Згоріла у 1851 році. Саме при ній діяло Літківське братство.
- Покровська церква — XIX ст. Наступниця попередньої, збудована поруч. У 1937-му підірвана більшовиками. Відбудована ПЦУ[10], 11 жовтня 2015-го освячена[11].
- Миколаївська «Слов'янська» церква — збудована на початку 20 століття отцем Яковом Олександровським, зруйнована в радянські часи.
- «Нова» Миколаївська церква релігійної громади УПЦ МП — перебудована з житлового будинку у радянські часи.
- Дім молитви євангельських християн-баптистів.

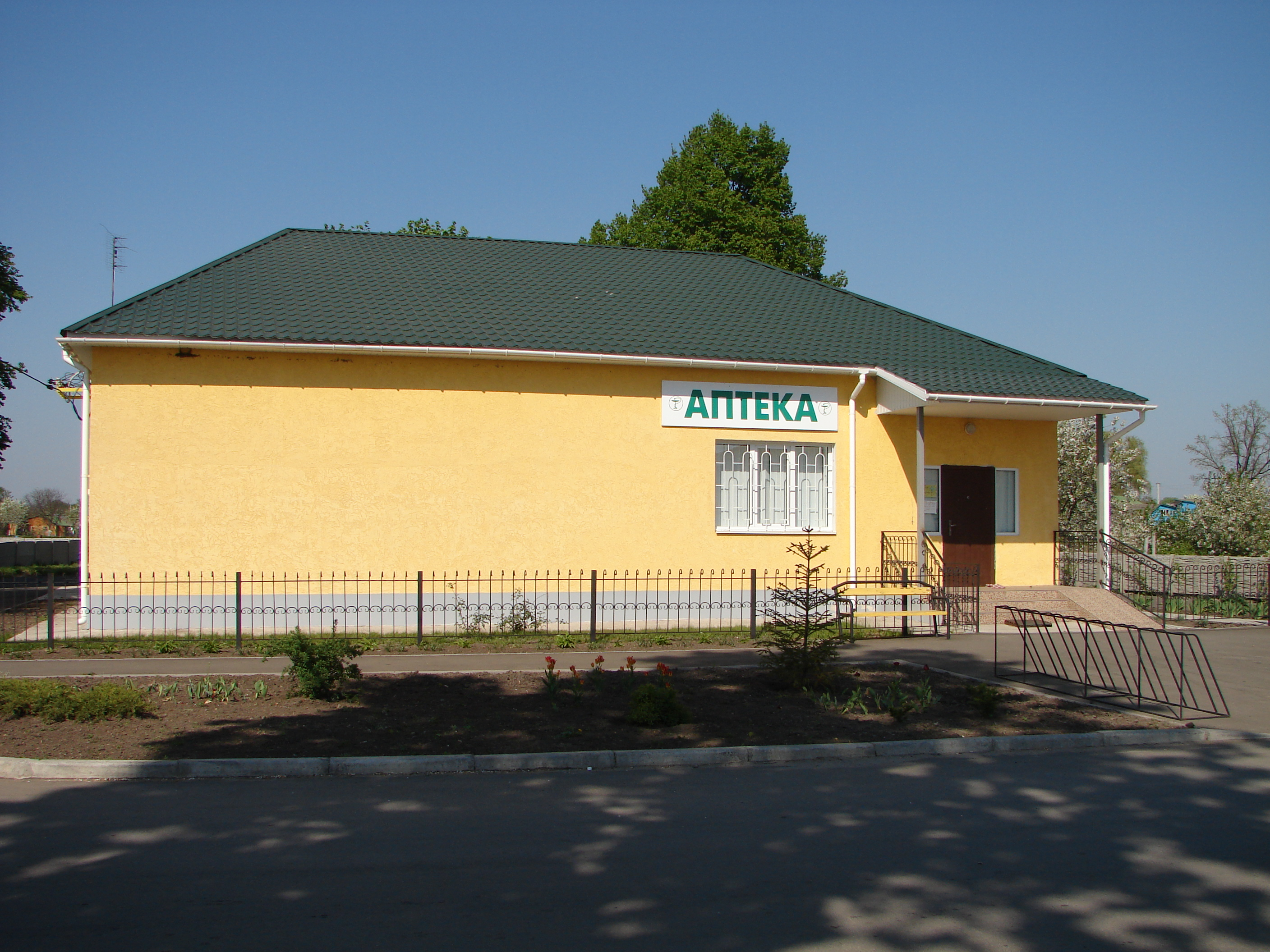
Аптека на місці «Слов'янської» церкви
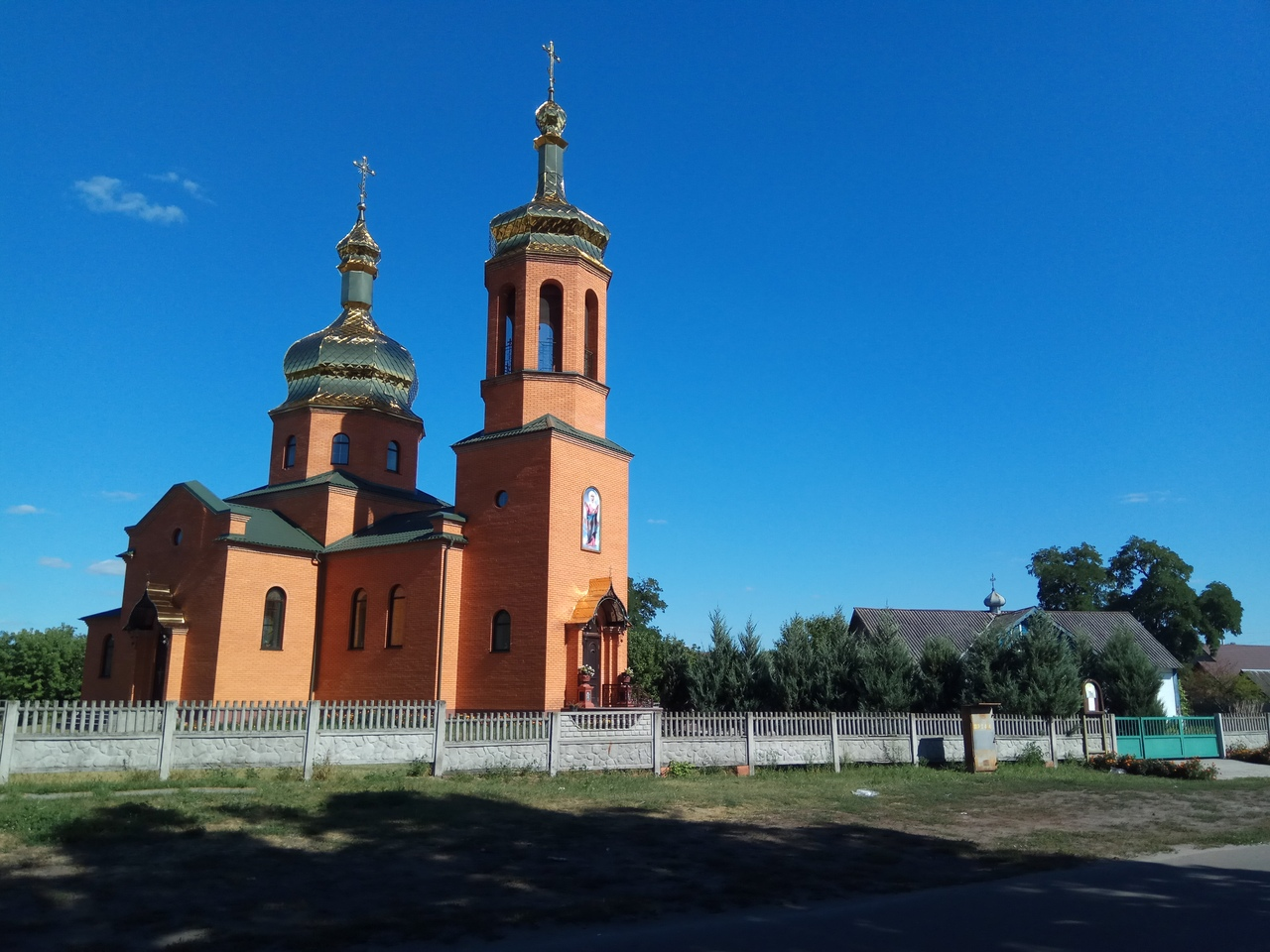
Свято-Покровська церква ПЦУ
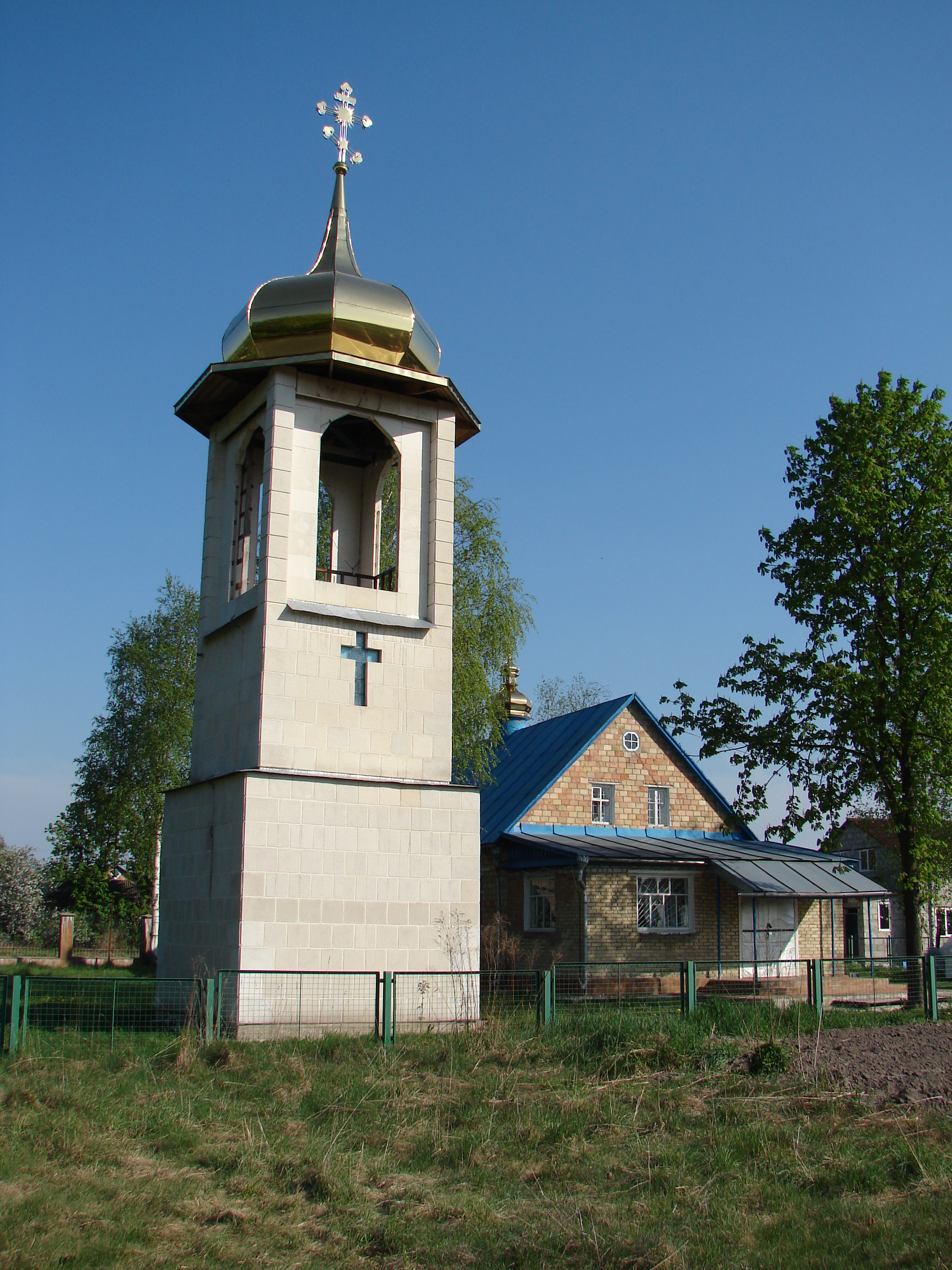
Миколаївська церква УПЦ МП

### Пам'ятники та меморіали

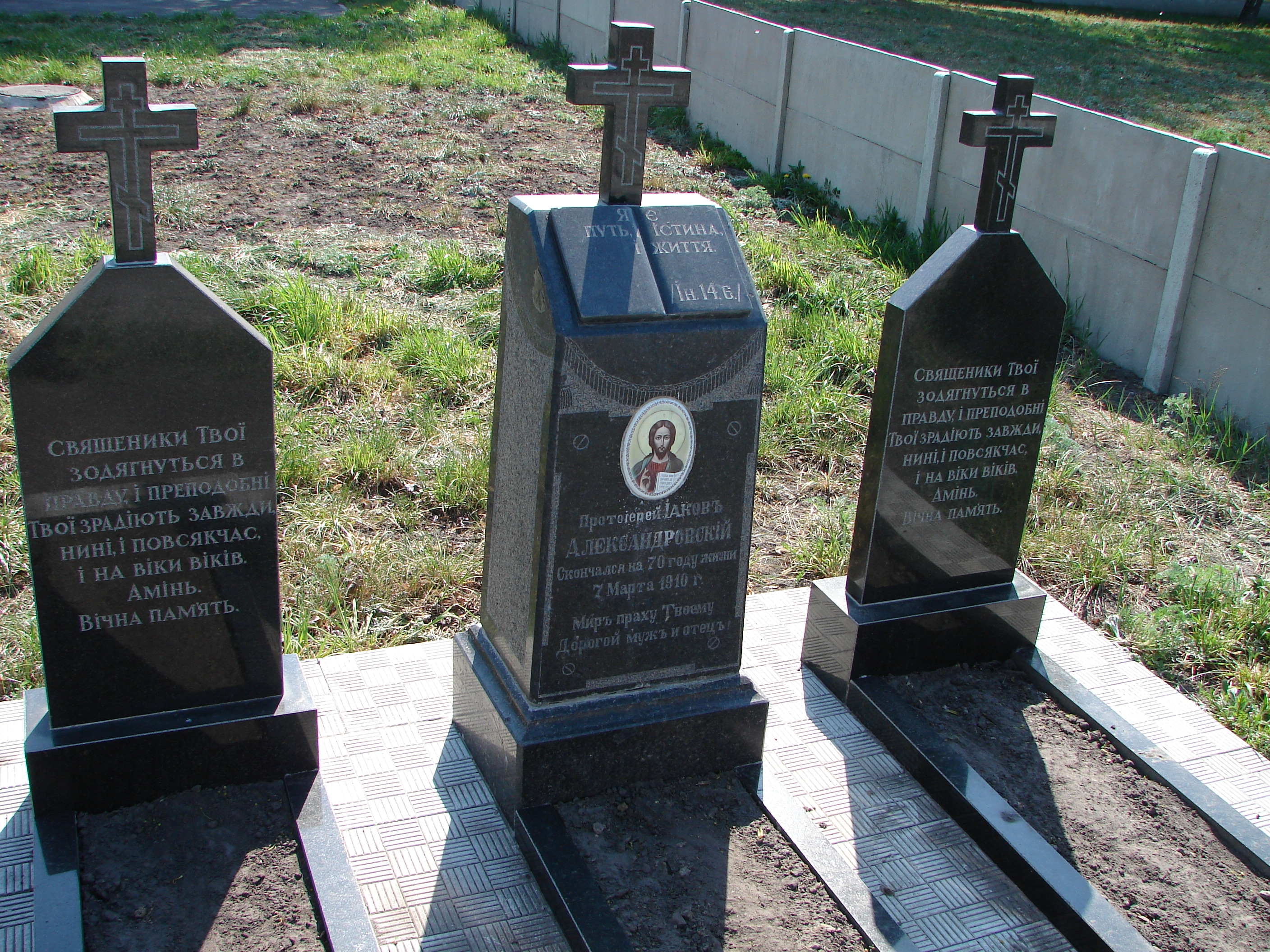
Могила протоієрея Якова Александровського
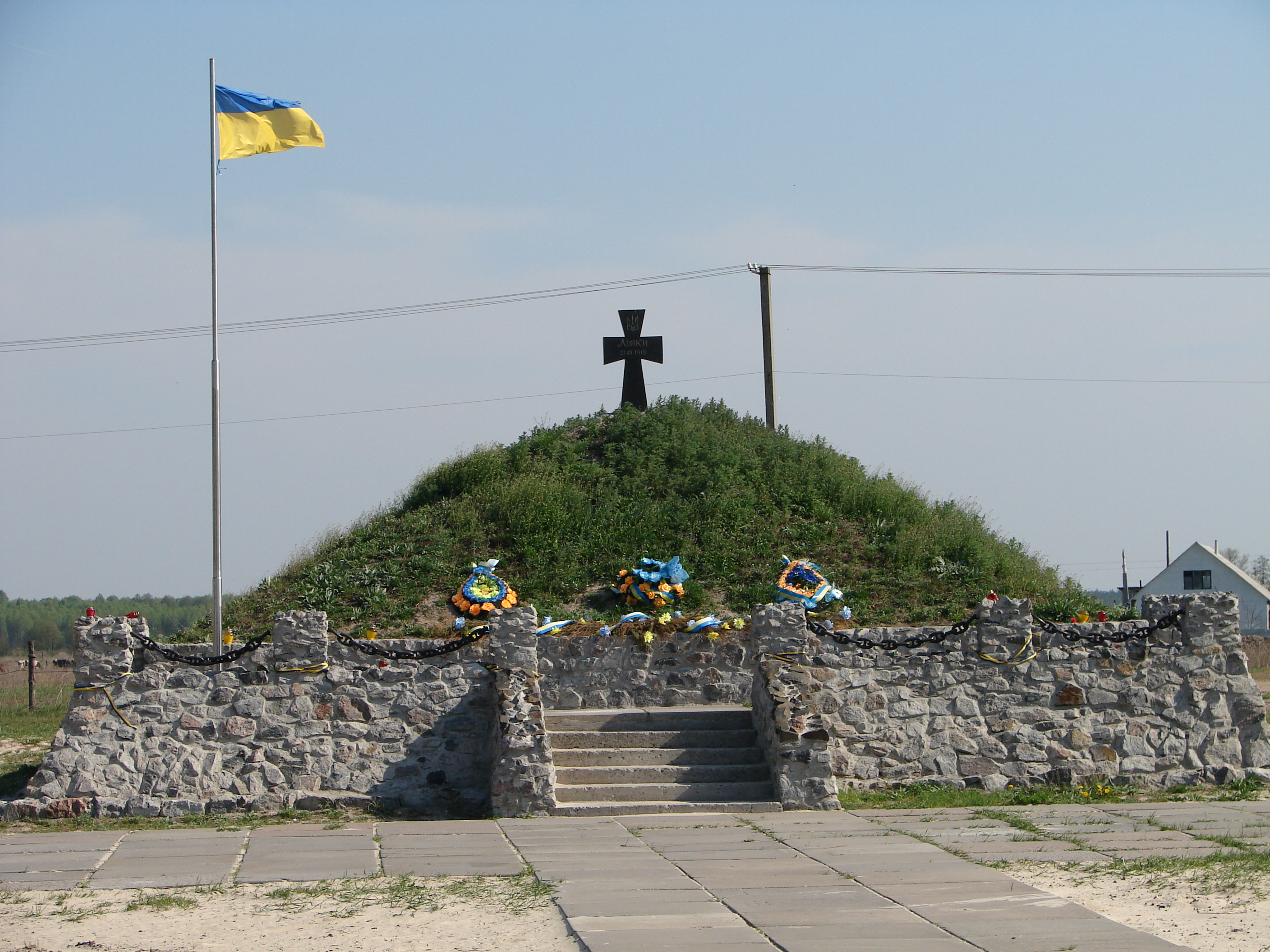
«Тут поховані українські козаки, закатовані більшовиками». Курган полеглим у Літківському бою
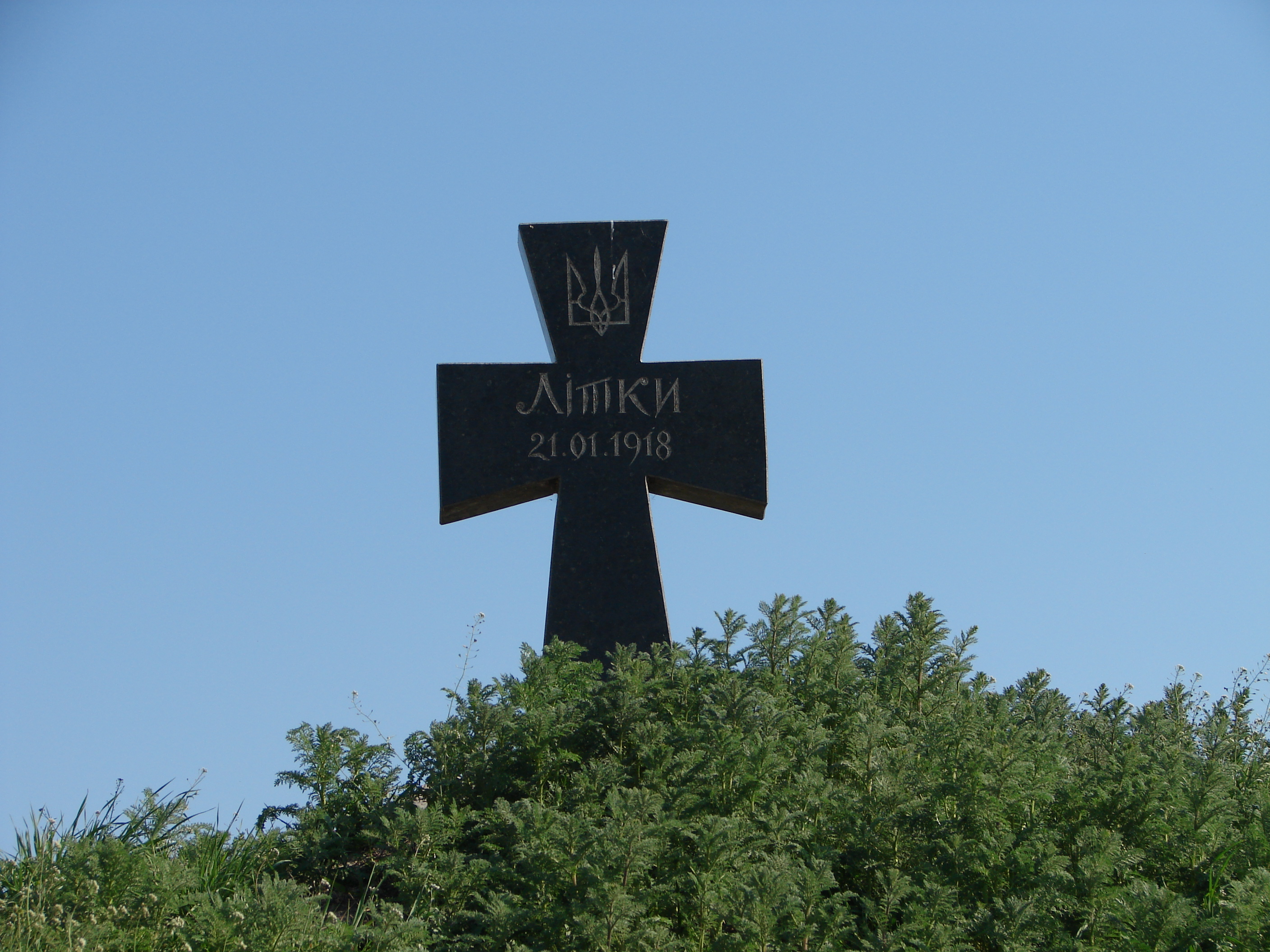
Хрест на кургані
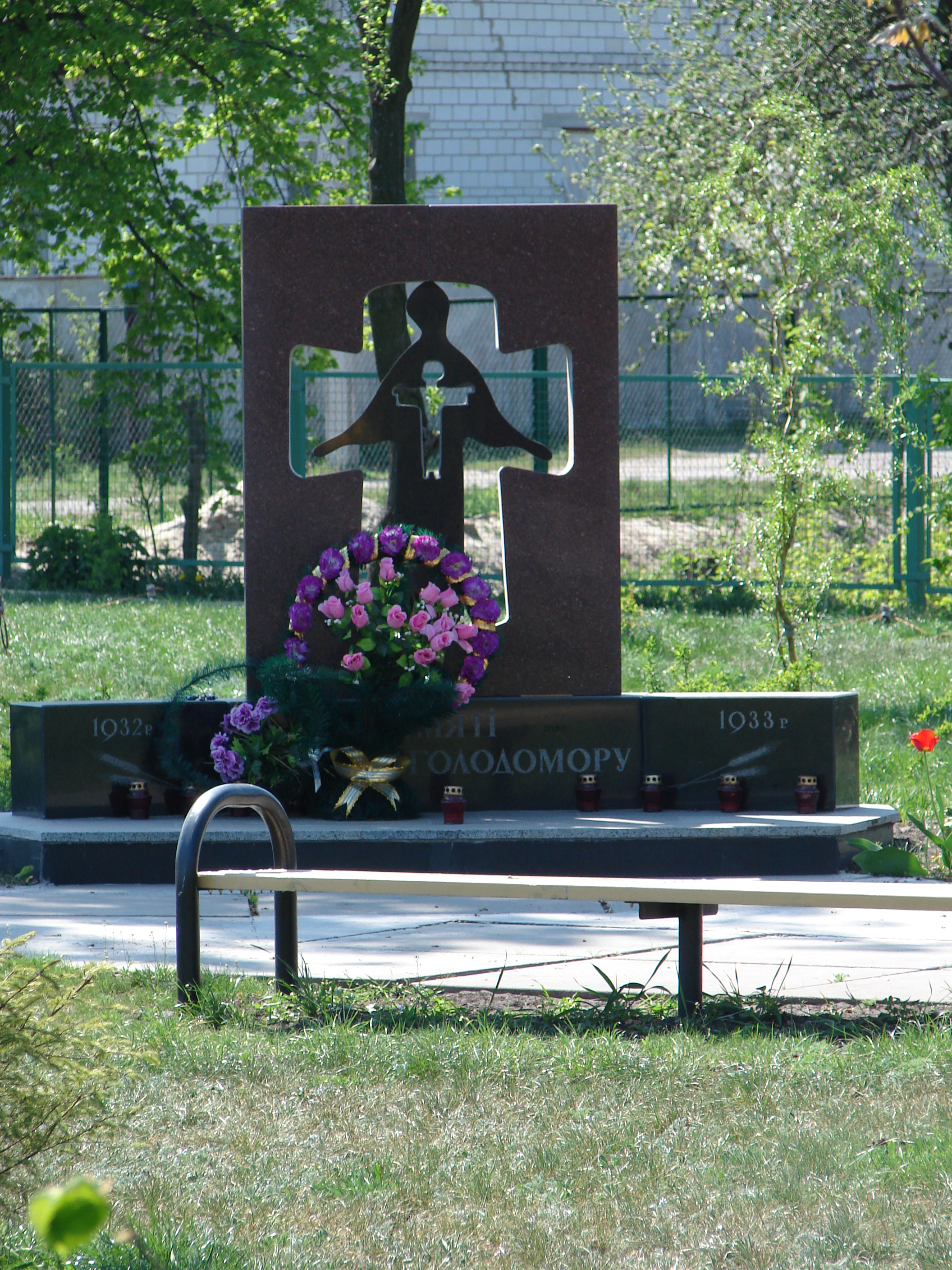
Монумент жертвам Голодомору
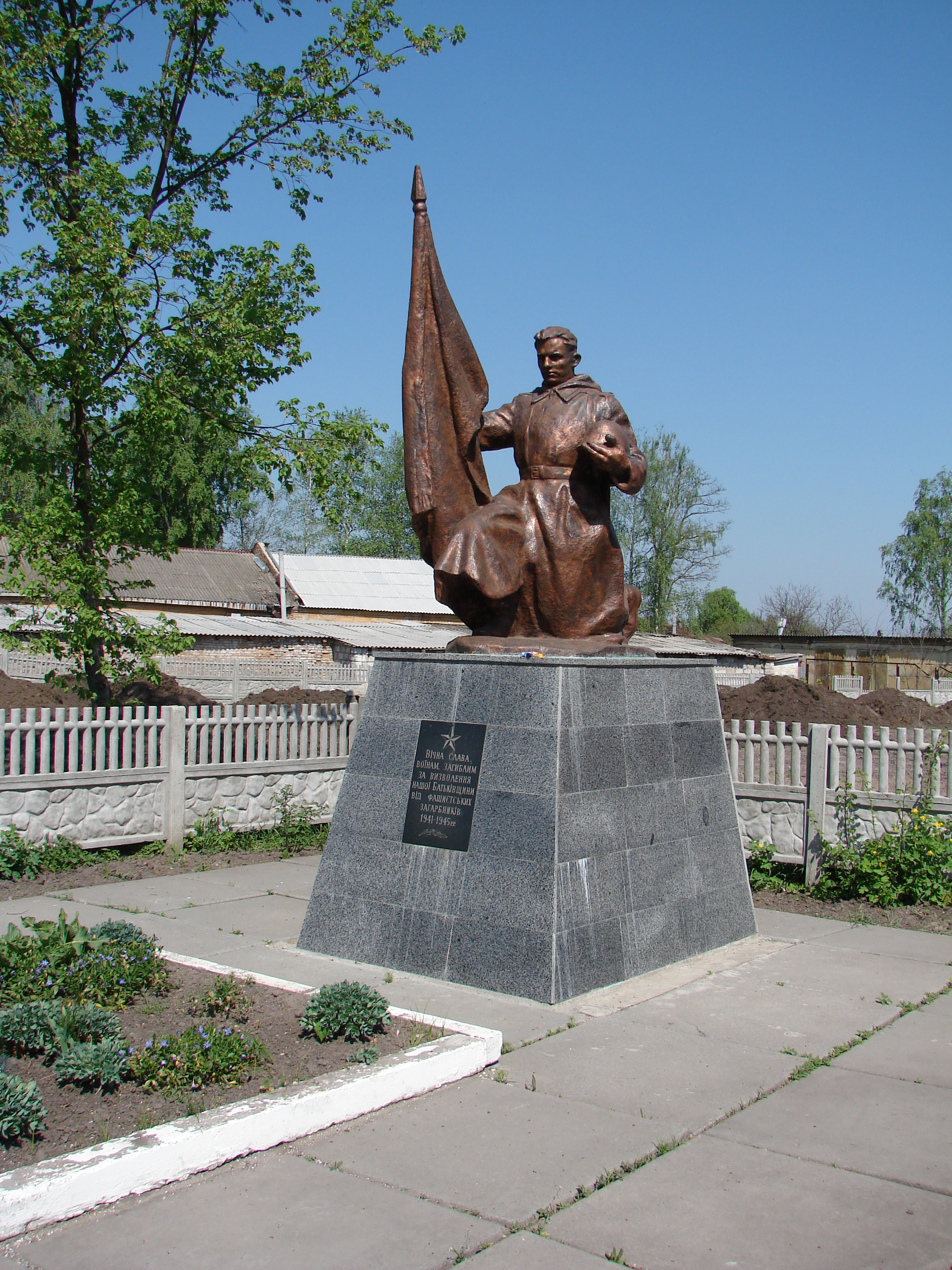
«Невідомий солдат»
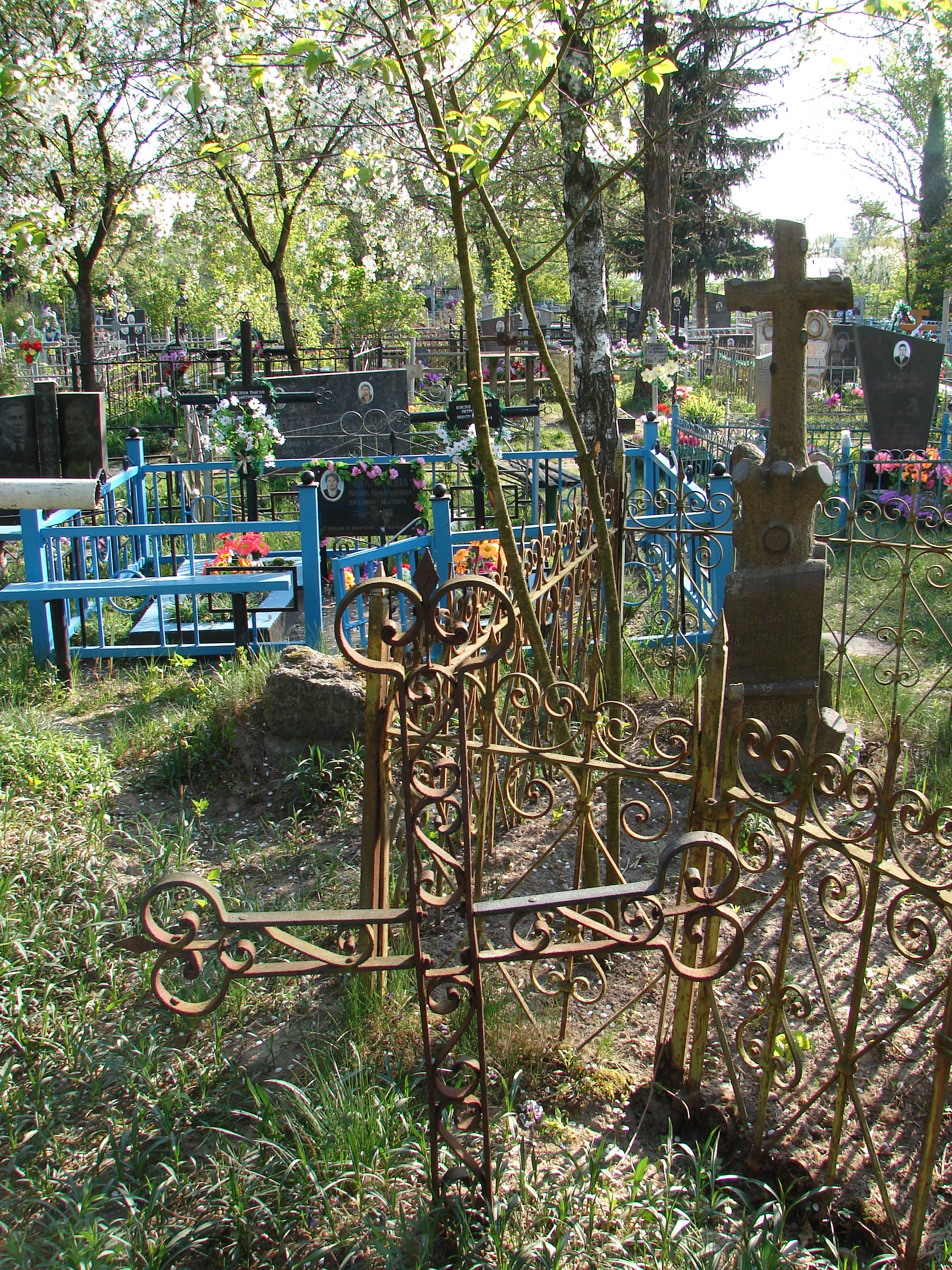
Стара частина центрального кладовища

## Природа та екологія
Літки межують із Літківським лісництвом державної резиденції «Залісся».
Десна і її протока Любич утворюють біля Літок найбільший в Україні річковий острів Любичів (місцева літківська назва — Великий Луг) площею понад 4500 га.
З метою забезпечення збереження популяції стерляді в місцях її нересту на Десні Київським еколого-культурним центром підготовлено наукові обґрунтування та картографічні матеріали для створення в Літках іхтіологічного заказника місцевого значення «Літківський» — у місці злиття Десни та Любича — площею 35 га.
Біля Літок знаходиться сміттєзвалище — полігон твердих побутових відходів ТОВ «Десна-2».

## Економіка
З давніх-давен Літки називали «містечком майстрів». Про середньовічні ремісничі цехи і Братство згадано вище.
З 1924 року і до наших часів працює фабрика вишивальниць (нині — АТЗТ Літківська швейна фабрика «Любич»). З 1997 р. це єдиний в Україні виробник джинсів. З 1960 р. існує також ЗАТ «Літківська фабрика художніх виробів ім. Т. Г. Шевченка». Літківське АТ «Полімер-ПАК» випускає поліетиленову плівку і труби. З 2003 року в Літках знаходиться офіс і виробництво ТОВ «Юко Україна» — українського представництва польської компанії «Juco», відомого виробника ручних інструментів.
Літки — перспективна рекреаційна зона. Ще з радянських часів тут існує багато відомчих баз відпочинку, зокрема «Сонячний берег», «Любич», «Метро» (КП «Київський метрополітен», існує з 1967 року), «Весна», «Будівельник», «Гусарський стан», кіностудії ім. Довженка.
В останні роки, у зв'язку з безпосередньою (23 км) близькістю Києва, спостерігається притік переселенців з південно-східних областей України і пов'язане з цим пожвавлення житлового будівництва.

## Освіта

### Історія
У статуті Літківського братства, що датується 1687 роком, є згадки про хлопців, яких брали до науки братчики. Це можна вважати першою письмовою згадкою про зародження шкільної справи у Літках.
У період Гетьманщини, за переписом 1767 р., у Літках була школа, де дяк навчав п'ятьох учнів. Церковнопарафіяльна школа в селі тривалий час працювала при Святомиколаївській церкві, яка фактично була автокефальною. У ній панували український дух, українське слово, українська національна свідомість. Усе літківське ремісниче і міщанське життя було пов'язане з церквою. Повінь 1845 р. завдала селу і церкві значної шкоди. У 1857 р. сталася велика пожежа — згоріли церква, 160 дворів, усі культові речі, але Євангеліє люди врятували.
У 1873—1874 рр. функціонувала народна чоловіча школа, у якій навчалося 37 хлопців. Зусиллям Остерського земства 1876 р. в Літках засновано міністерське чоловіче двокласне училище, а в 1893 р. — жіноче церковнопарафіяльне училище. У чоловічому училищі навчали 174 учні, працювали чотири вчителі, які використовували в своїй роботі 10 назв підручників (їх було 116 примірників). Зарплатня вчителя в середньому становила 200 крб на рік. За викладання Закону Божого окремо платили 50 крб, за викладання співів (тільки в Літківському училищі) — 60 крб.
Учитилем і завідувачем училища був син священика О.Дверницький. Його стараннями і за фінансової допомоги земства вдалося створити бібліотеку, у якій було 116 підручників, 452 посібники для вчителів, 734 книжки для позакласного читання і 214 примірників різних часописів. Було придбано 9 глобусів, 6 географічних карт і кілька фізичних приладів. У 1895 р. в училище навчалися 124 учні 8-13 років. Усі вони були українцями, 119 — вихідці із селян, 4 — міщани, один належав до духовенства. У 1914 р. в Літках відкрили сільську бібліотеку й розпочали будувати земську школу, яку завершили у 1916 р.
У 1917 р. на базі цієї школи функціонувала вища початкова школа, але за рік вона припинила існування.
Після громадянської війни в селі відновила роботу так звана трудова школа, головним завданням якої було подолання неписьменності серед дорослого населення і молоді. У школі навчалося 119 учнів. Учителями були М. В. Полднєва, В. Т. Марченко, В. П. Марченко, Д. О. Музиченко.
Поряд із трудовою школою у Літках відродилися традиції давньої цехової школи. За умов НЕПу знову запрацювали літківські цехи й артілі. Саме для них готували кваліфікованих робітників. Найпопулярнішими були класи лозоплетіння, столярної справи, вишивки і ткацтва, шевської справи. Поява цехів зумовила збільшення кількості працюючої молоді. Тому у 1928 р. було відкрито вечірню школу робітничої молоді, яка готувала до оволодіння знаннями у вищих навчальних закладах.
З 1935/1936 навчального року Літківська школа набула статус середньої. У школі навчалося 85 учнів. Щорічно, до 1941 р., середню школу закінчувало по 50-55 випускників.
1937 р. Літки було включено до складу Київської приміської зони. До школи прибули молоді вчителі, серед них Я. Д. Антоненко, П. А. Терещенко, Я. Д. Качура. За тих часів у школі працював І. О. Синиця, згодом доктор психологічних наук.
У 1936—1941 рр. окремо від середнього освітнього навчального закладу працювала й неповна середня школа. За самовіддану багаторічну працю вчитель цієї школи М. Д. Рожка був нагороджений орденом Леніна.
Упродовж 1935—1939 рр. у Літківській середній школі працював учителем М. П. Стельмах — письменник, академік, Герой Соціалістичної Праці, лауреат багатьох премій, депутат Верховної Ради УРСР.
У 1937 р. помінялися три директори школи, їх доля невідома. У 1939 р. був заарештований І. О. Синиця — завуч школи, близький друг М. П. Стельмаха. Письменнику керівні органи Комуністичної партії не дозволяли віддати свою Ленінську премію на будівництво Літківської школи, яка багато років тулилася у сільських хатинах.
Незважаючи на тяжкі часи у передвоєнні роки Літківська школа була відома на всю Україну — при школі працював технічний гурток з виготовлення педальних автомобілів. На першотравневій демонстрації 1937 р. у Києві святкову колону очолювали гуртківці школи на своїх автомобілях. 24 червня 1937 р. на підсумковій нараді вчителів Київської округи було оцінено успіхи технічного гуртка. Найкращий автомобіль гуртківців подарували наркому освіти УРСР. Перед учасниками свята виступив хор учителів та учнів Літківської школи під керівництвом П. А. Терещенка. За участь у святі й досягнуті успіхи колектив учителів і учнів школи було нагороджено набором духових інструментів.
1941 р. в середній школі відбувся четвертий випуск, і всі юнаки разом зі старшими односельцями пішли на фронт. Після визволення села у вересні 1943 р. у приміщенні школи функціонував військовий шпиталь. Згодом школа відновила діяльність. До роботи повернулись вчителі-фронтовики. Школа працювала у дві зміни. Її очолив І. Л. Крошка. Відбудували зруйновані шкільні приміщення, для освітлення школи збудували вітроелектростанцію. За визначний внесок у відродження школи і особливі заслуги в педагогічній діяльності вчителю математики, кавалеру ордена Леніна, уродженцю с. Літки М. Д. Рожку було присвоєно почесне звання «Заслужений учитель УРСР».

### Літківська загальноосвітня школа І-ІІІ ступенів
Новий освітній заклад відкрили до 50-ї річниці Жовтневої революції. Директором був призначений В. О. Венцковський.
З 1976 р. директором працювала Г. О. Матвієнко. З цього часу в школі було запроваджено курс художньої вишивки. Вироби учнів експонувалися на виставках у тодішньому Радянському Союзі і у Канаді. Хлопці почали опановувати тракторну справу, випускники, одержавши посвідчення, працювали трактористами в місцевому радгоспі «Літківський».
Шкільна виробнича бригада обробляла 15 га землі. На зароблені гроші учні мали змогу відвідувати театри, музеї, виставки, тощо.
1989 р. директором школи обрано М. О. Омельчука, її випускника, учителя української мови та літератури.
Серед випускників школи:
- Г. І. Костенко — Герой Радянського Союзу,
- М. Ю. Ільченко  — Заслужений діяч науки і техніки України,
- І. В. Шевченко — Заслужений архітектор України,
- С. П. Макаренко — Заслужений артист України,
- В. Є. Шевченко — Заслужений майстер спорту України.

На 2002 рік у педагогічному колективі 28 учителів, з них кваліфікаційну категорію «Спеціаліст вищої категорії» та педагогічне звання «учитель-методист» мають п'ять, кваліфікаційну категорію «Спеціаліст вищої категорії» і педагогічне звання «Старший учитель» — два вчителі, кваліфікаційну категорію «Спеціаліст вищої категорії» — 9 учителів.
Учні школи виборюють чільні місця на районних предметних олімпіадах, вироби гуртків (килими, художні малюнки, вишивки) неодноразово експонувалися на районних та обласних виставках.

## Літки і Київ
На відстані 9 км від Літок, у межах його земель, знаходиться київське Північне кладовище.

## Символіка
Літки мають свою символіку — герб і хоругву.

### Сучасний герб
| Щит чотиричасний з хвилястою срібною нитяною балкою. В першій червоній частині — золоте Євангеліє з червоним хрестом. В другій зеленій — золота соснова гілка. В третій зеленій і четвертій червоній частинах — золотий коронований бик, як символ скотарства і чумацтва. Щит облямований декоративним картушем і увінчаний золотою сільською короною. Гілка сосни розповідає про багаті місцеві ліси, а срібна хвиляста смуга символізує водні багатства: річки Десну, Любич, численні озера. |

### Хоругва
| Хоругва являє собою прямокутне полотнище, поділене на чотири квадрати — червоний, зелений, зелений і червоний. В центрі хоругви — золотий коронований бик. |

## Видатні особи

### Уродженці
- 1 січня 1701 року — Василь Григорович-Барський, видатний православний письменник і мандрівник, автор книги «Мандри по святих місцях Сходу з 1723 по 1747 рік».
- 1713 — Іван Григорович-Барський, найвидатніший архітектор українського бароко (†10 вересня 1791).
- 1880 — Король Трохим Андрійович, український промисловець та підприємець, засновник Літківського Кредитового Товариства, керівник Літківської республіки.
- 1898 — Погиба Федір Данилович — поручник (за іншими даними хорунжий) армії УНР, під час Другого Зимового походу — ройовий 3-ї сотні 4-го куреня 4-ї Київської дивізії. Потрапив у більшовицький полон 17 листопада 1921 р. коло села Малі Миньки. Розстріляний 22 листопада 1921 р. у містечку Базар. Реабілітований 12 березня 1998 р.[14]
- 25 травня 1910 року — Шевченко Іван Васильович, український архітектор із родини потомственних літківських художників Шевченків.
- 7 січня 1916 року — Юрченко Василь Васильович (псевдонім Василь Борейко) — український поет, прозаїк, драматург, публіцист, літературознавець, мистецтвознавець та перекладач († 18 березня 1998).
- 30 січня 1919 року — Костенко Григорій Васильович — Герой Радянського Союзу (†18 квітня 2004).
- 31 серпня 1919 року — Костенко Микола Григорович, суддя Верховного Суду України у 1962–1985 роках.
- 7 січня 1923 року — Орлова Надія Павлівна (до шлюбу Бондар) — українська перекладачка і редакторка, заслужена працівниця культури України (†2010).
- 1927 — Чумаченко (Пунько) Софія Юхимівна — мати Катерини Ющенко, дружини Президента України Віктора Ющенка. У віці 14 років разом з багатьма своїми односельцями вивезена на примусову працю до нацистської Німеччини, де познайомилася з Михайлом Чумаченком.

|  | Мій тесть Чумаченко Михайло Андрійович народився в селі Зайцівка. Це один із американських штатів на півночі Донецької області. Теща в селі Літки – це теж така назва американська – під Києвом. |

- 15 квітня 1929 року — Рєзник Микола Миколайович, художник українського кіно (†2 березня 2001).
- 14 липня 1934 року — Юрченко Василь Олексійович, український хімік-матеріалознавець (†14 червня 2011).
- 13 вересня 1941 року — Ільченко Михайло Юхимович, академік Національної академії наук України, доктор технічних наук, професор, заслужений діяч науки і техніки України, тричі лауреат державних премій УРСР, СРСР і України в галузі науки і техніки, почесний зв'язківець України, директор Інституту телекомунікаційних систем, проректор з наукової роботи НТУУ «КПІ».
- 30 травня 1950 року — Моця Олександр Петрович, член-кореспондент НАН України, доктор історичних наук, професор, завідувач відділу давньоруської та середньовічної археології Інституту археології НАН України.
- 1959 — Омельчук Валерій Олексійович, голова правління Державного фонду сприяння молодіжному житловому будівництву при Кабінеті Міністрів України.

Василь Григорович-Барський

### Пов'язані з Літками
У 1922 році благовісником-організатором Всеукраїнської Православної Церковної Ради в Літках був рідний брат Павла Тичини — Євген. До Другої світової війни у місцевій школі в різний час вчителювали письменники Михайло Стельмах (нині школа носить його ім'я) і Яків Качура.
У 1978 році літківську школу закінчив Сергій Крижанівський — український юрист та громадський діяч.

Павло та Євген Тичини. 1929 рік
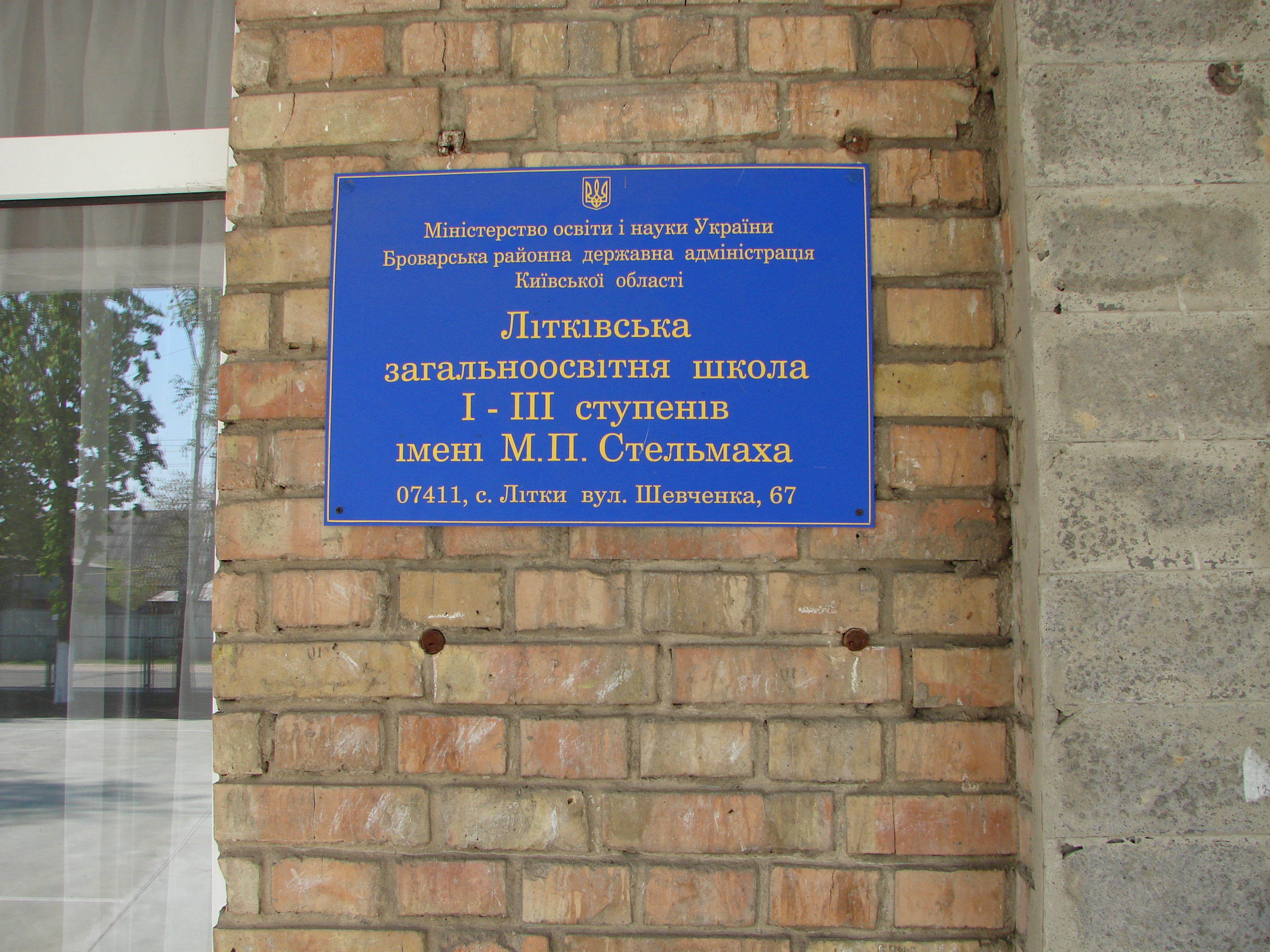
Літківська школа - імені Стельмаха

В Літках похований Кондратюк Олексій Вікторович (1976—2015) — солдат Збройних сил України, учасник російсько-української війни 2014—2017.

## Галерея

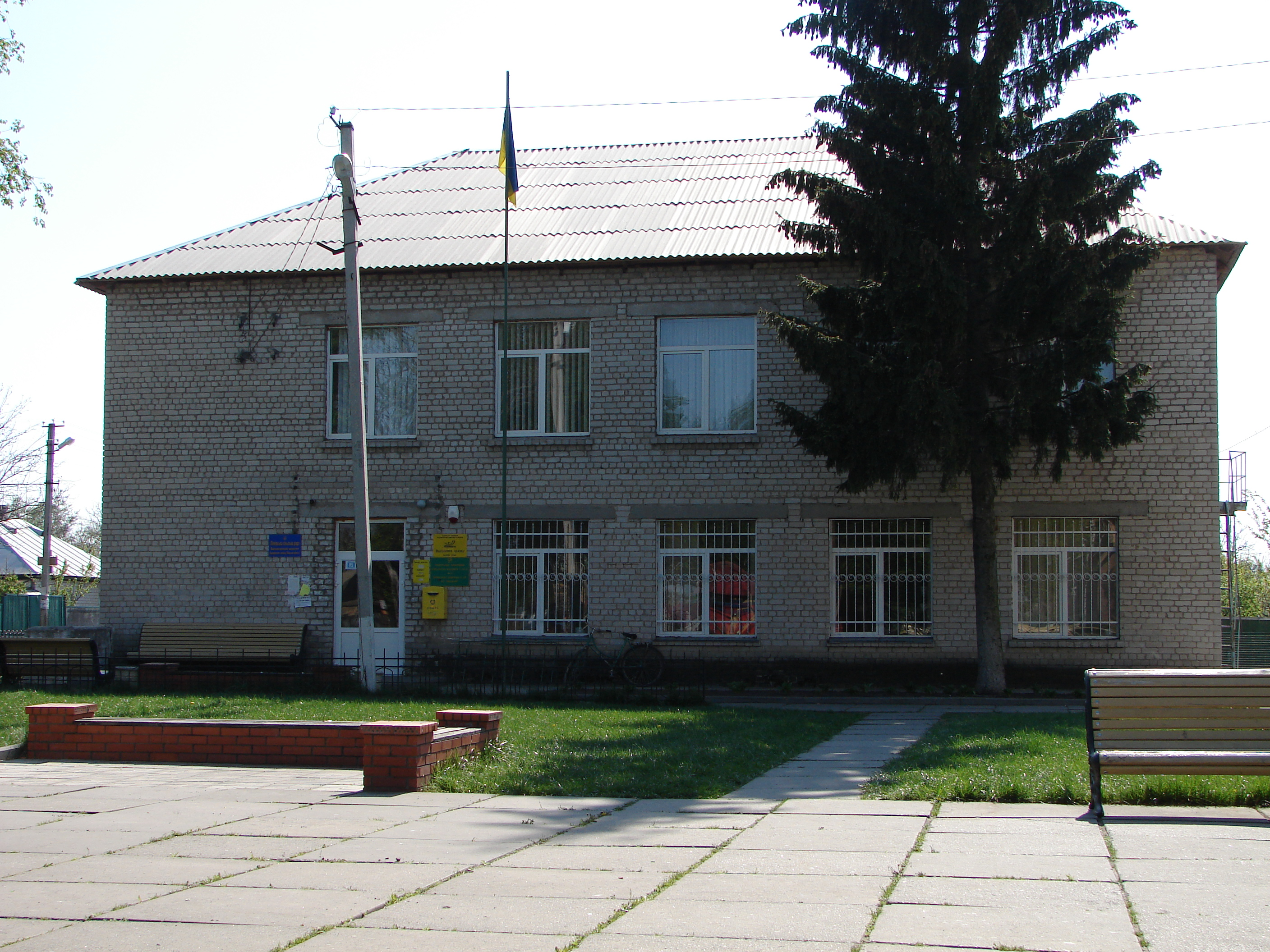
Сільська рада
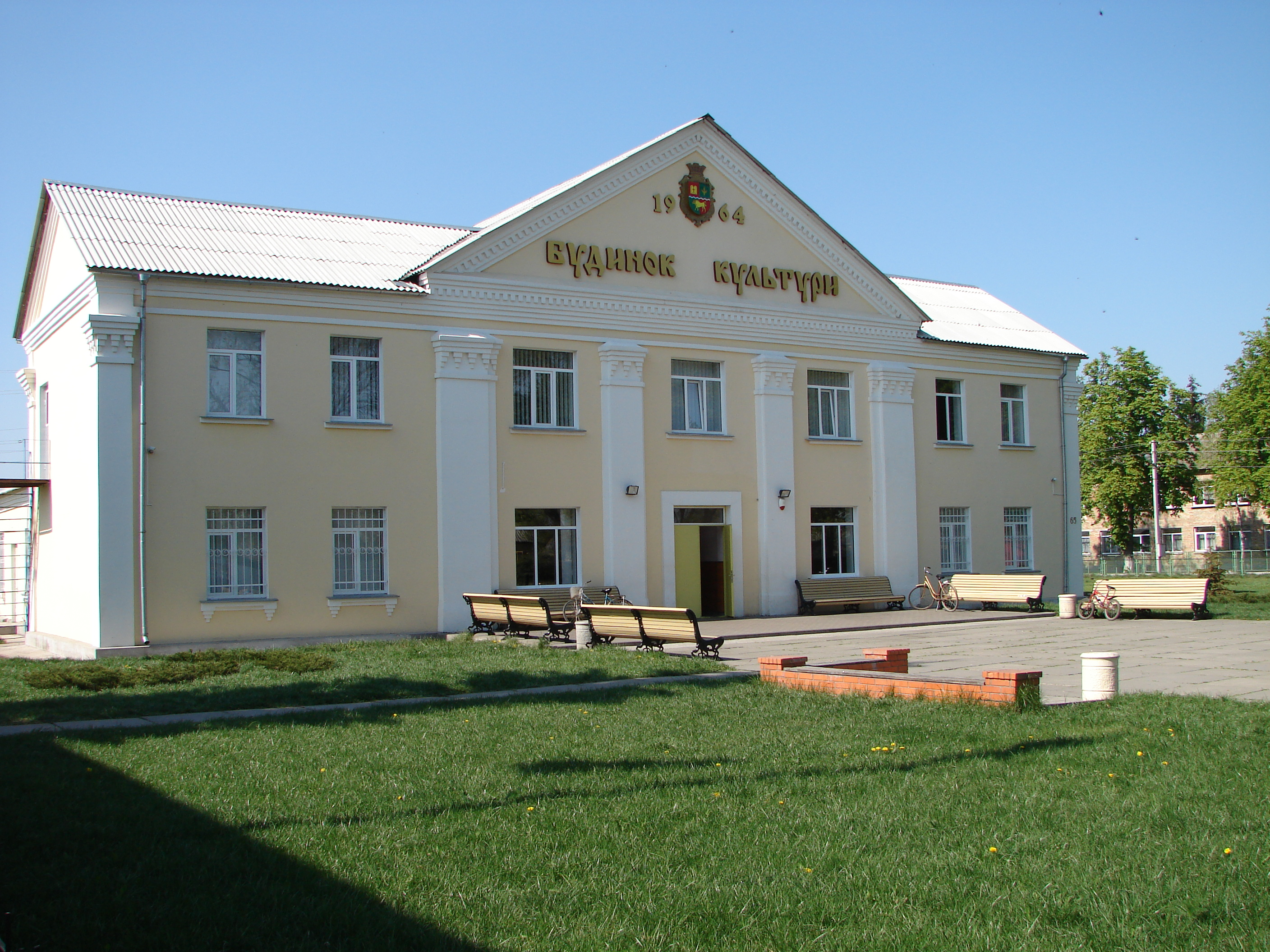
Будинок культури
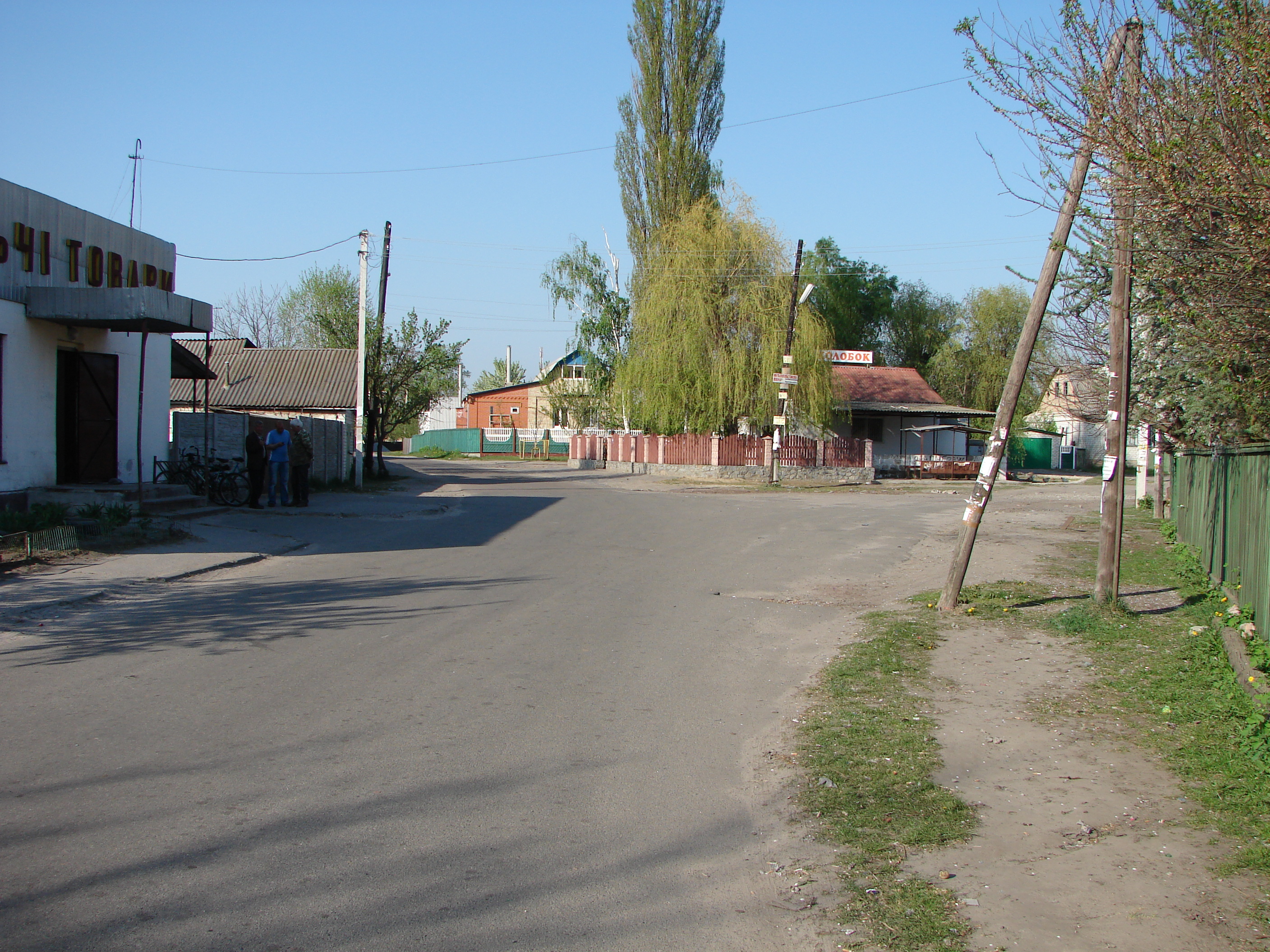
Літківський Майдан
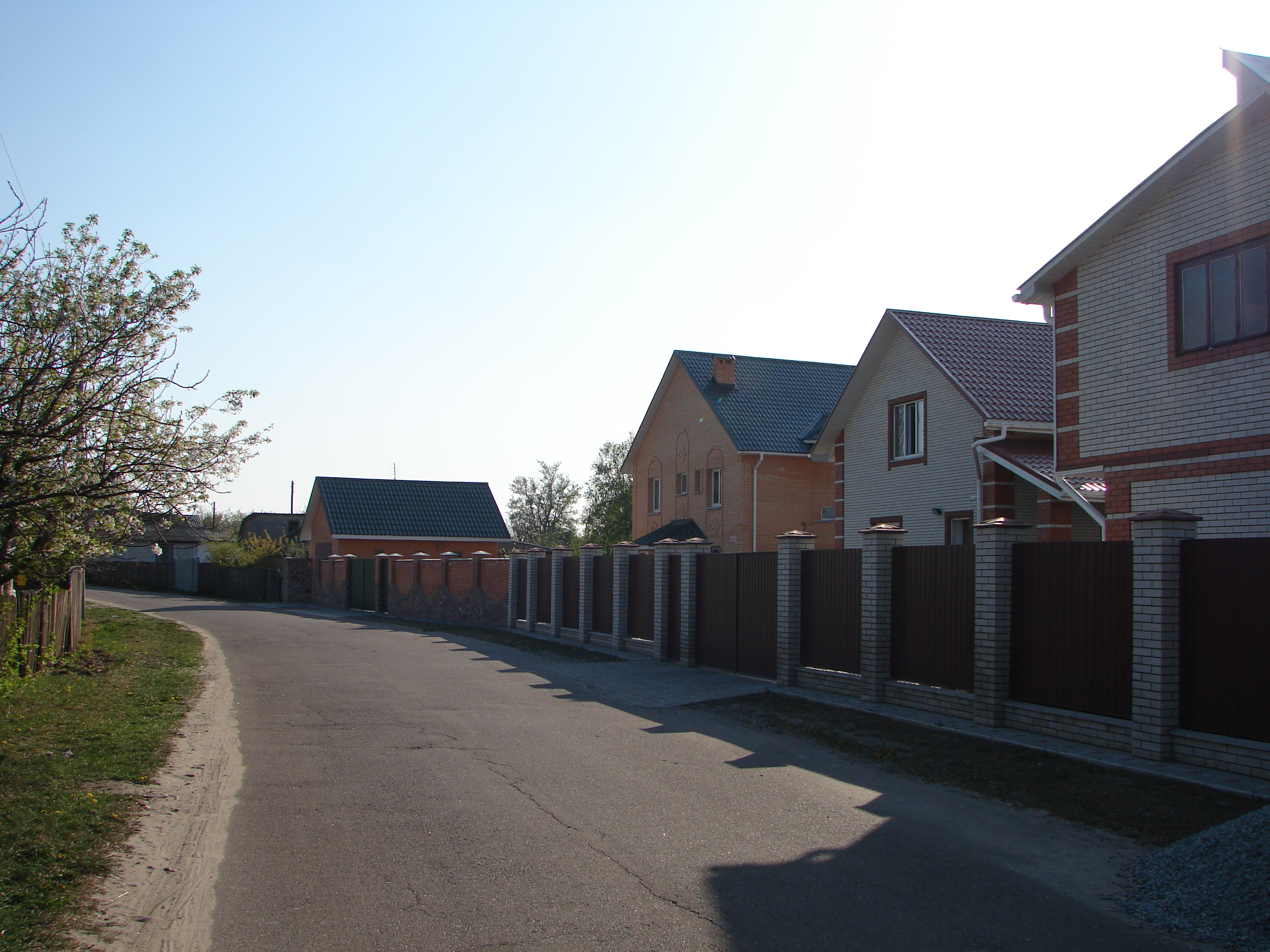
Вулиця Харченка
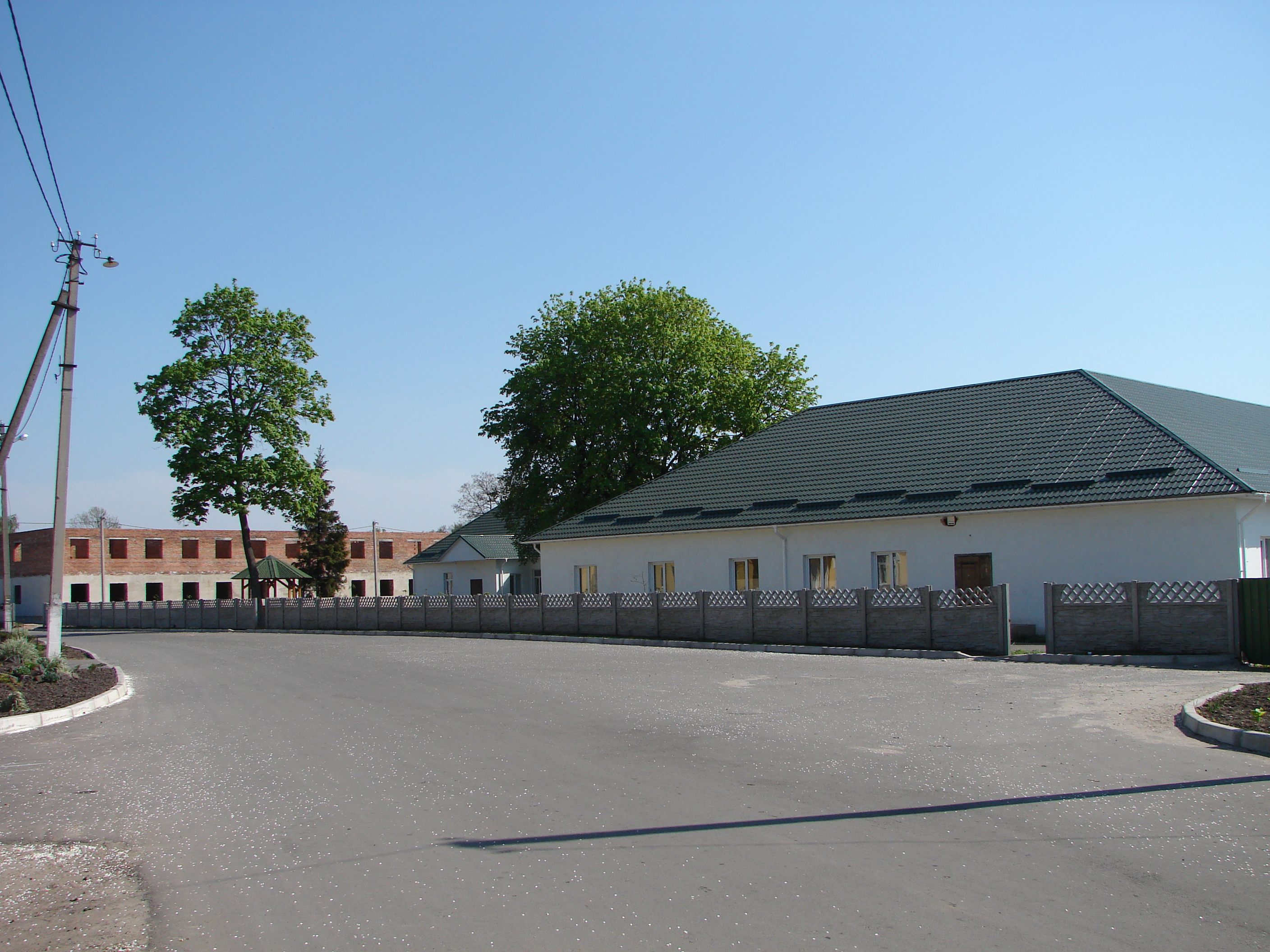
Лікарня
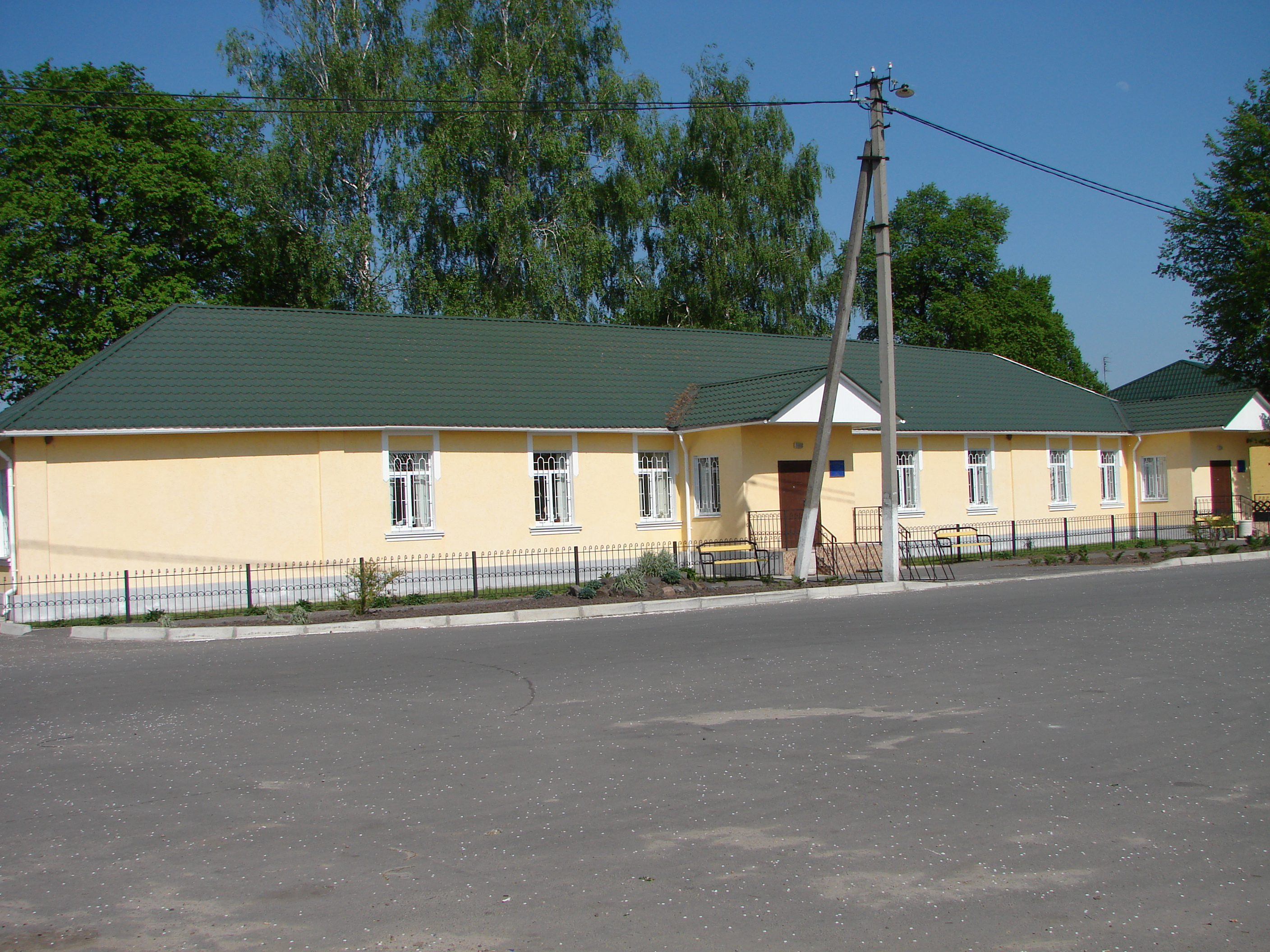
Поліклініка
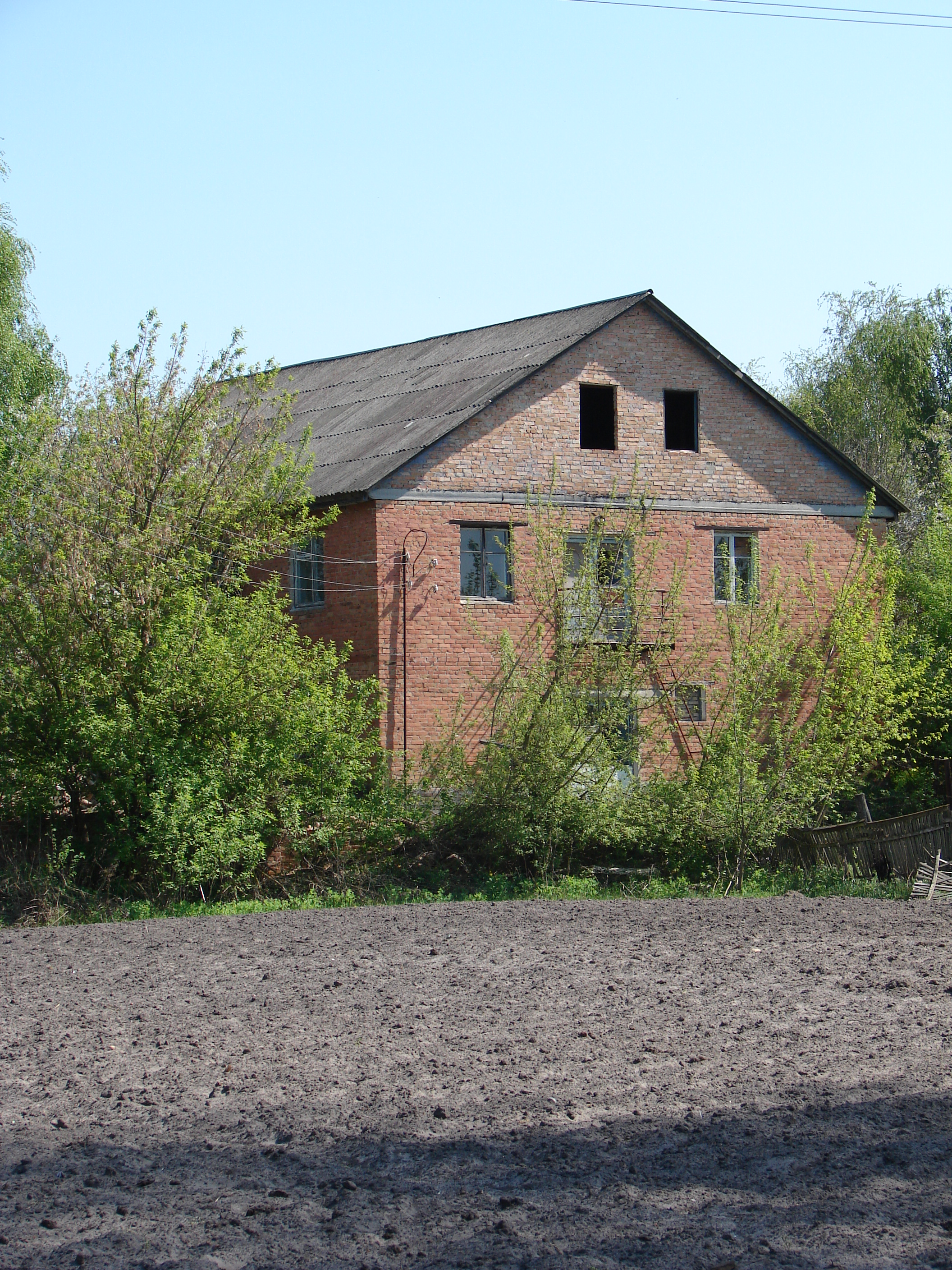
«РСЧА»
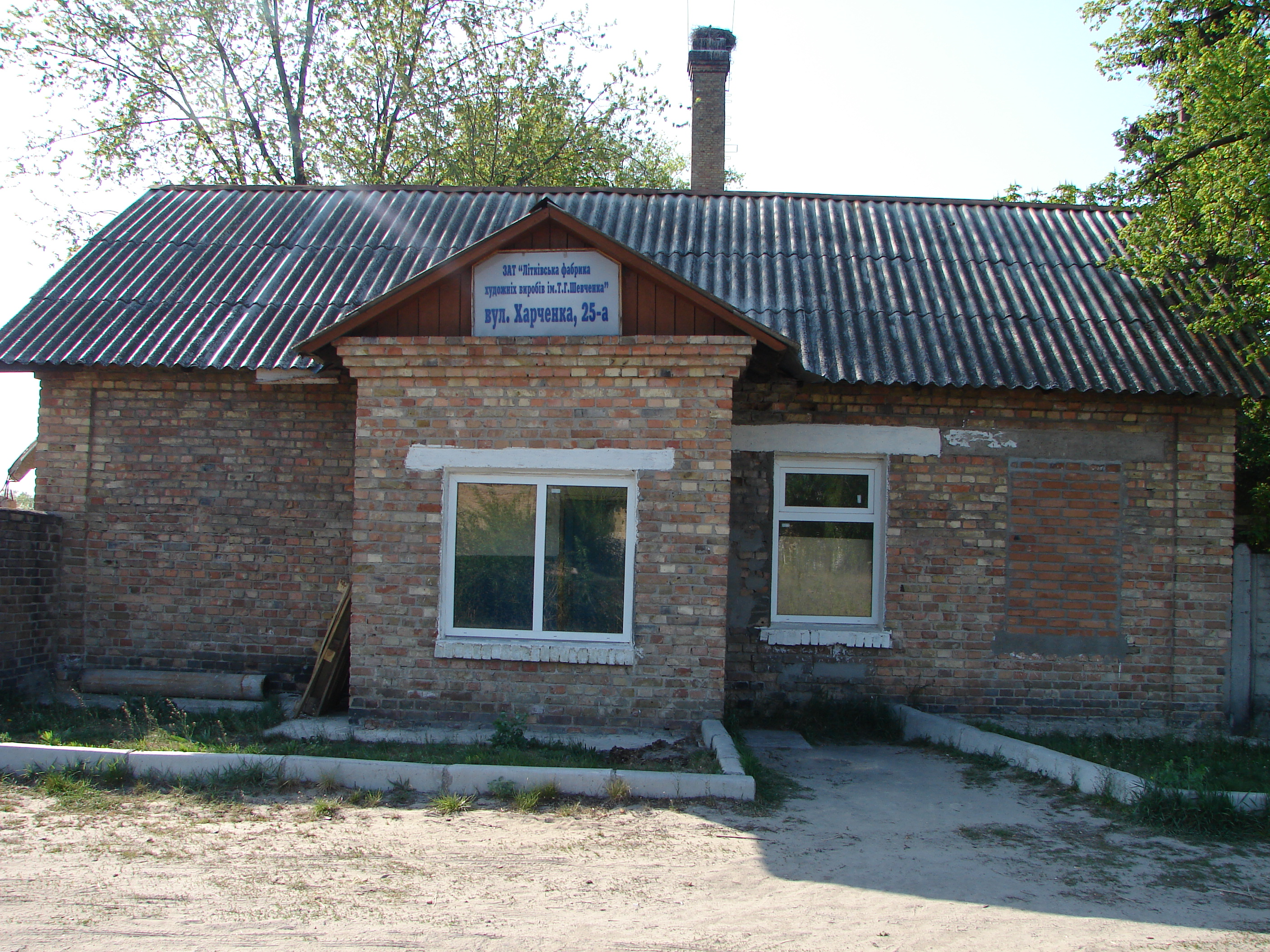
Прохідна фабрики імені Шевченка
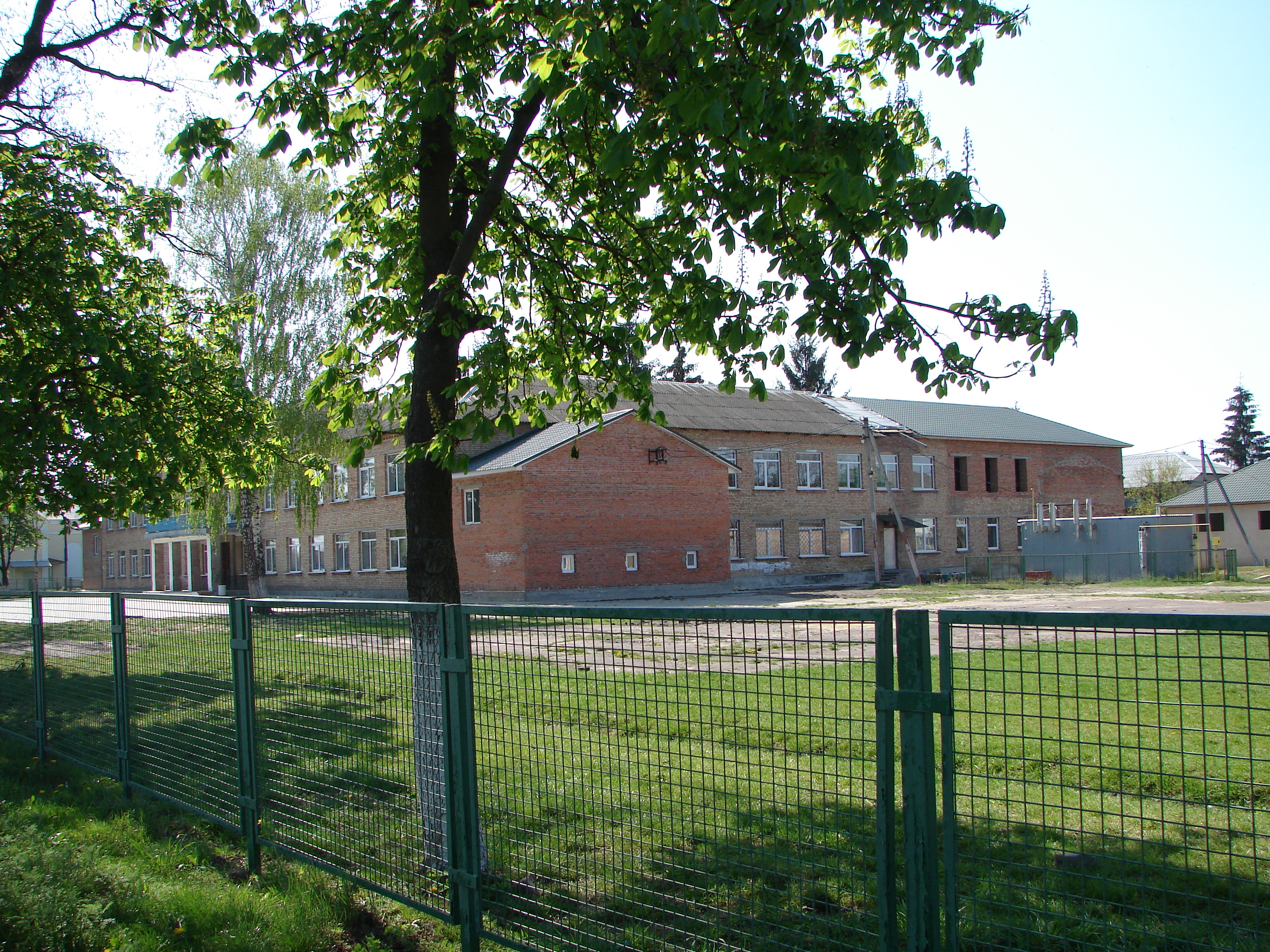
Літківська школа
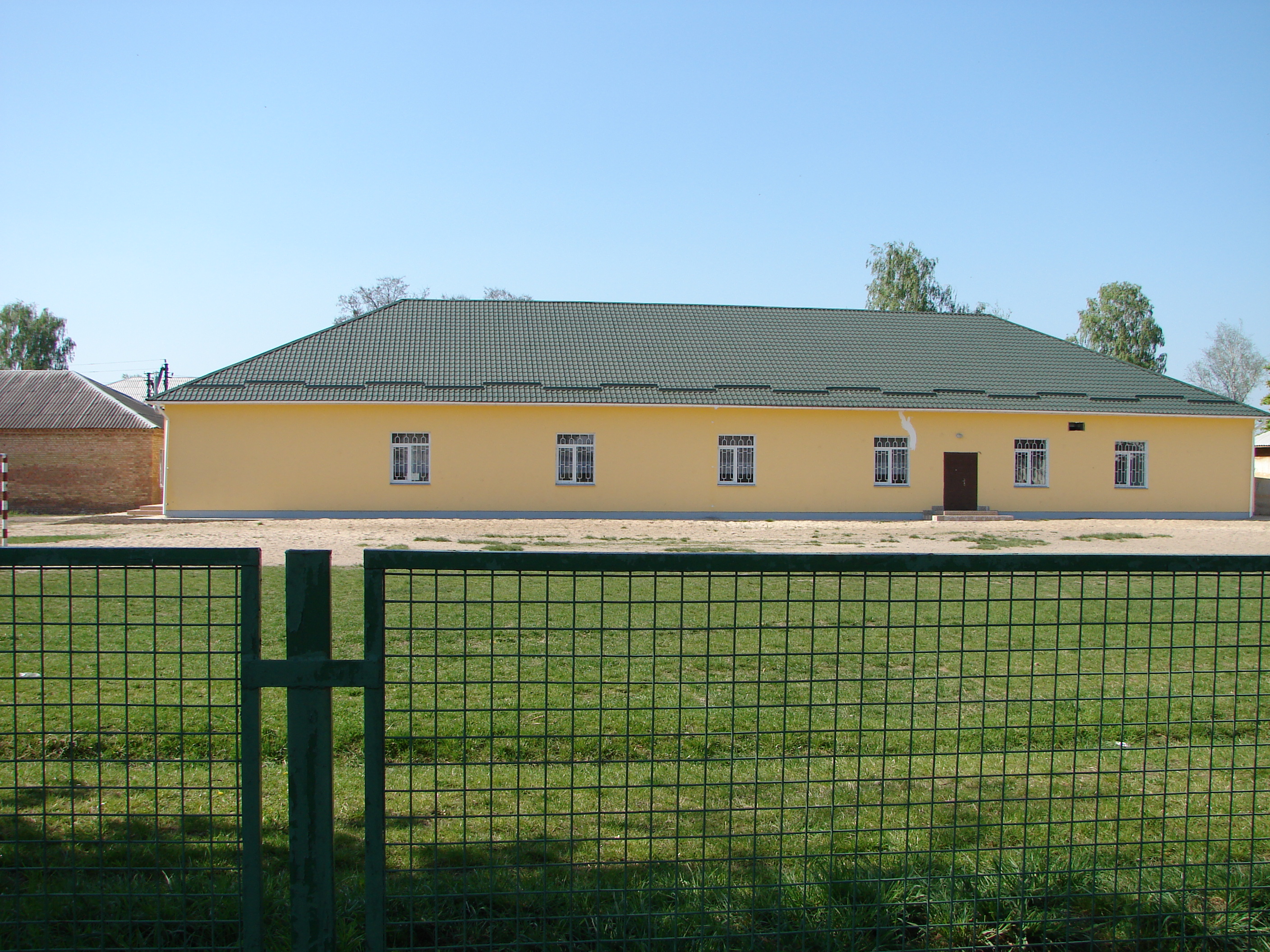
Літківська школа
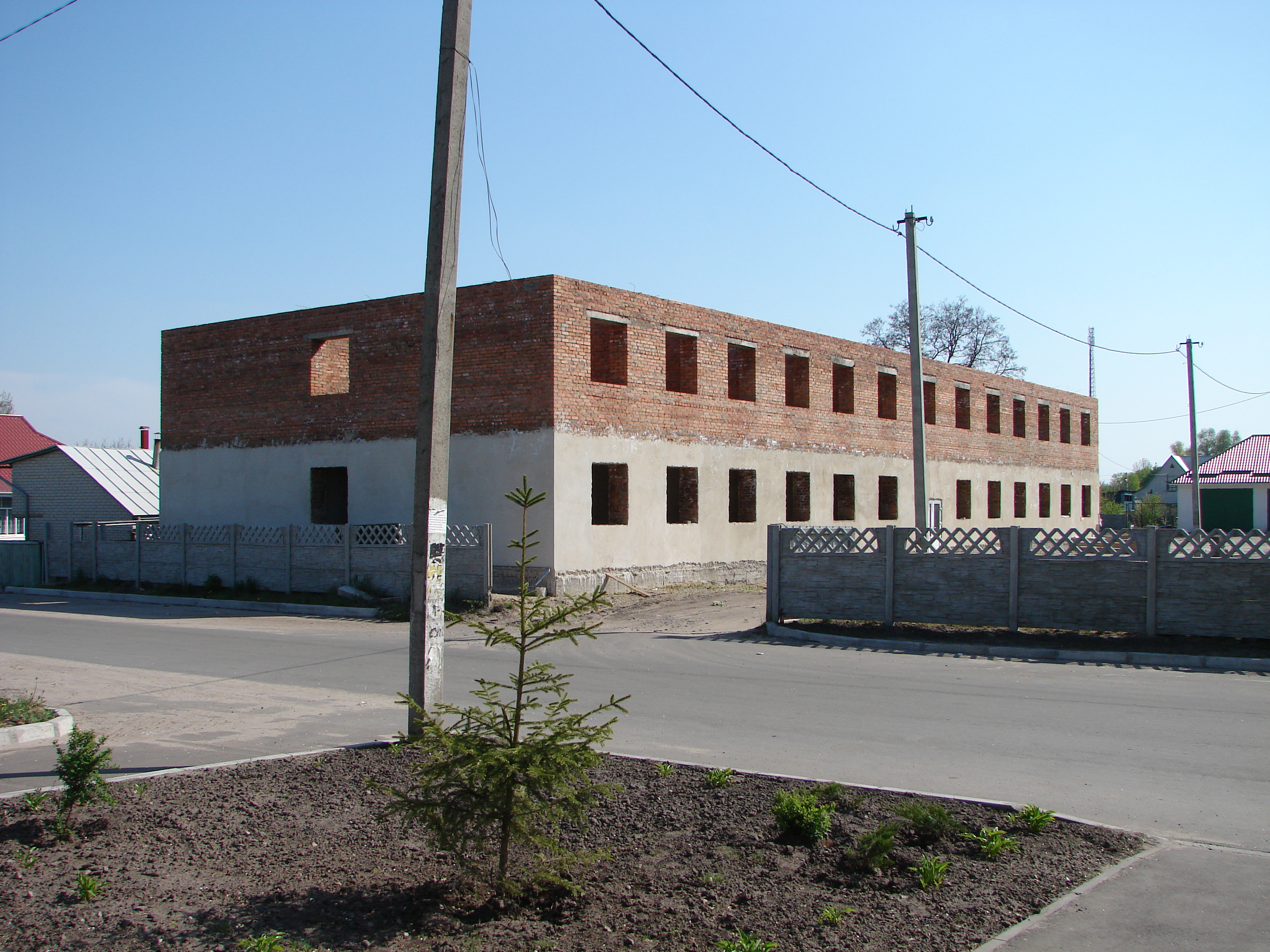
Спорудження будинку для молодих спеціалістів
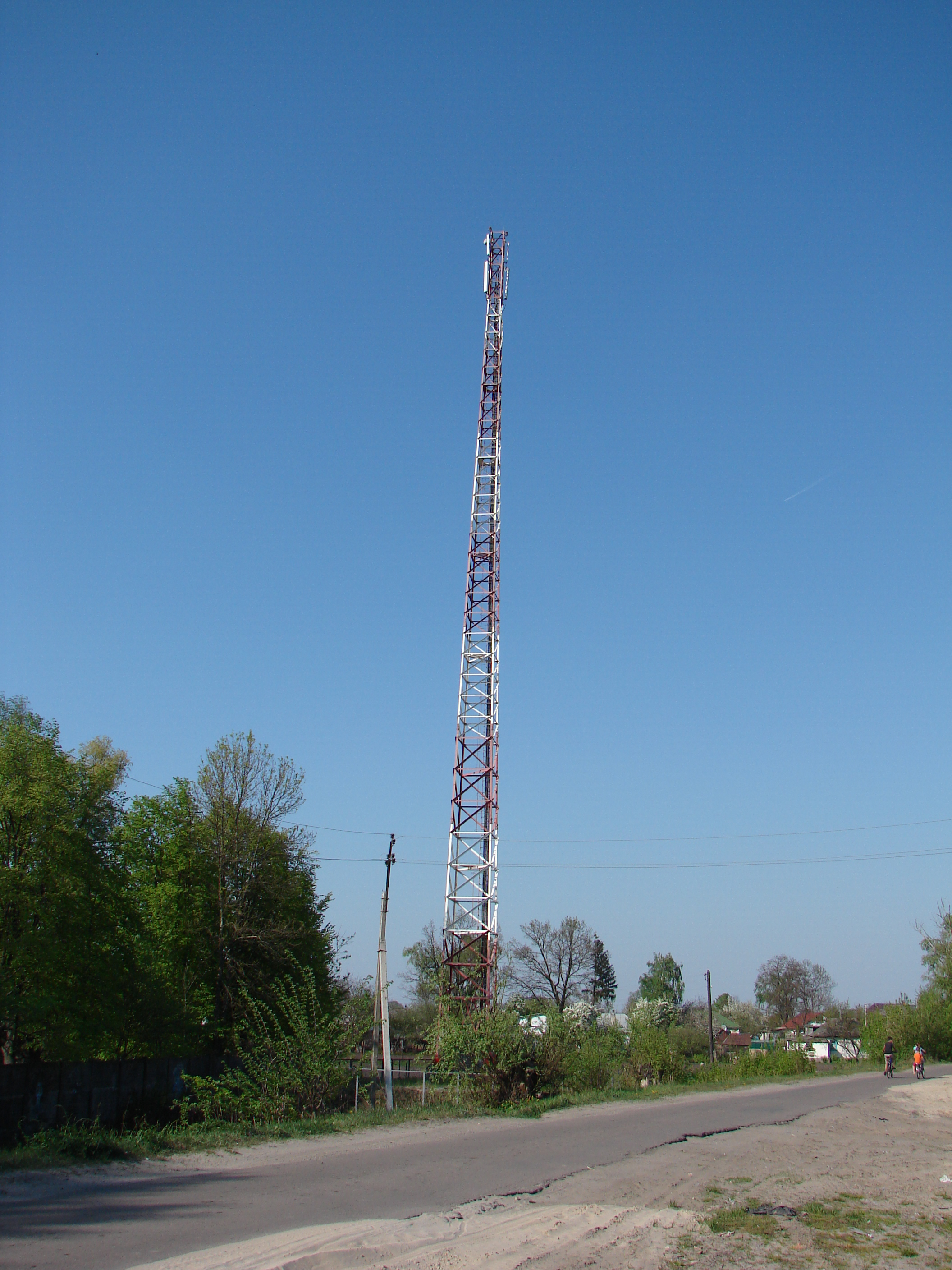
Щогла мобільного зв'язку